# Vincent d'Indy
Vincent d'Indy (Parigi, 27 marzo 1851 – Parigi, 2 dicembre 1931) è stato un compositore francese, noto anche per la sua attività didattica.

## Biografia
D'Indy nacque in un'aristocratica famiglia parigina di grande fede monarchica e cattolica. Iniziò lo studio del pianoforte in giovanissima età sotto la guida di Diémer e successivamente armonia con Marmontel ma, per seguire i desideri dei genitori, studiò legge. Conseguita la laurea decise comunque di studiare musica e fu allievo di César Franck al Conservatoire de Paris. Come allievo di Franck, d'Indy ammirò quello che lui considerava lo standard del sinfonismo tedesco.
Nel 1872, una volta terminata la guerra contro i tedeschi, alla quale partecipò anche lui, riprese gli studi di composizione con Franck. Dal 1872 al 1876 ottenne il ruolo di organista a Saint-Leu; dal 1873 al 1878 fu maestro di cori dell'orchestra Colonne. Con la collaborazione di César Franck, Gabriel Fauré, Duparc e Castillon, istituì, nel 1871, la Société Nationale de Musique, di cui divenne anche presidente.
Ispirato dagli studi con Franck, ma insoddisfatto della qualità dell'insegnamento al Conservatoire de Paris, d'Indy, assieme a Charles Bordes e Alexandre Guilmant, nel 1894 fondò la Schola cantorum, che inizialmente si occupò solo di musica gregoriana, ed in seguito si trasformò in un centro di educazione, didattica e cultura, con corsi di studio inerenti ad ogni disciplina. D'Indy vi insegnò; più tardi insegnò anche al Conservatoire, fino alla morte. D'Indy è stato spesso accusato di veemente antisemitismo (come il suo ispiratore Wagner), che assieme alla sua convinzione monarchica lo indusse ad iscriversi alla Ligue de la patrie française, un'organizzazione con idee antidreyfussiane nata alla fine degli anni 1890 in conseguenza dell'affare Dreyfus.
Fra i suoi allievi vi furono Leo Arnaud, Erik Satie, Cole Porter, Déodat de Séverac, Adrien Rougier, Albert Roussel, Alberic Magnard, Isaac Albéniz, Arthur Honegger, Otto Albert Tichy, Darius Milhaud (la cui famiglia era ebrea) e Joseph Canteloube (che scrisse poi la biografia di d'Indy).

## Opere
Ha scritto composizioni per pianoforte a due e quattro mani, per canto e pianoforte, per cori, musica religiosa, per organo, musica da camera, musica sinfonica, musica di scena, musica teatrale, canzoni popolari.
Oggi, poca della musica composta da d'Indy viene eseguita regolarmente. I suoi pezzi più conosciuti sono la Symphonie Cévenole per pianoforte e orchestra (1886), e Istar (1896), un poema sinfonico nella forma di tema con variazioni.
Delle altre composizioni di d'Indy, fra la musica da camera si ricordano due quartetti (il numero 2 in Mi maggiore Op. 45 e il numero 3 in Si bemolle, Op. 96) ma scrisse anche musica per pianoforte, canzoni e alcune opere come Fervaal (1897) e L'Étranger (1903). Il suo Lied per violoncello e orchestra, op. 19 venne registrato da Julian Lloyd Webber con la English Chamber Orchestra diretta da Yan Pascal Tortelier nel 1991. Così come Franck, le opere di d'Indy mostrano l'influenza di Berlioz e particolarmente di Wagner (del quale assistette alla prima esecuzione de L'anello del Nibelungo al Festival di Bayreuth nel 1876).

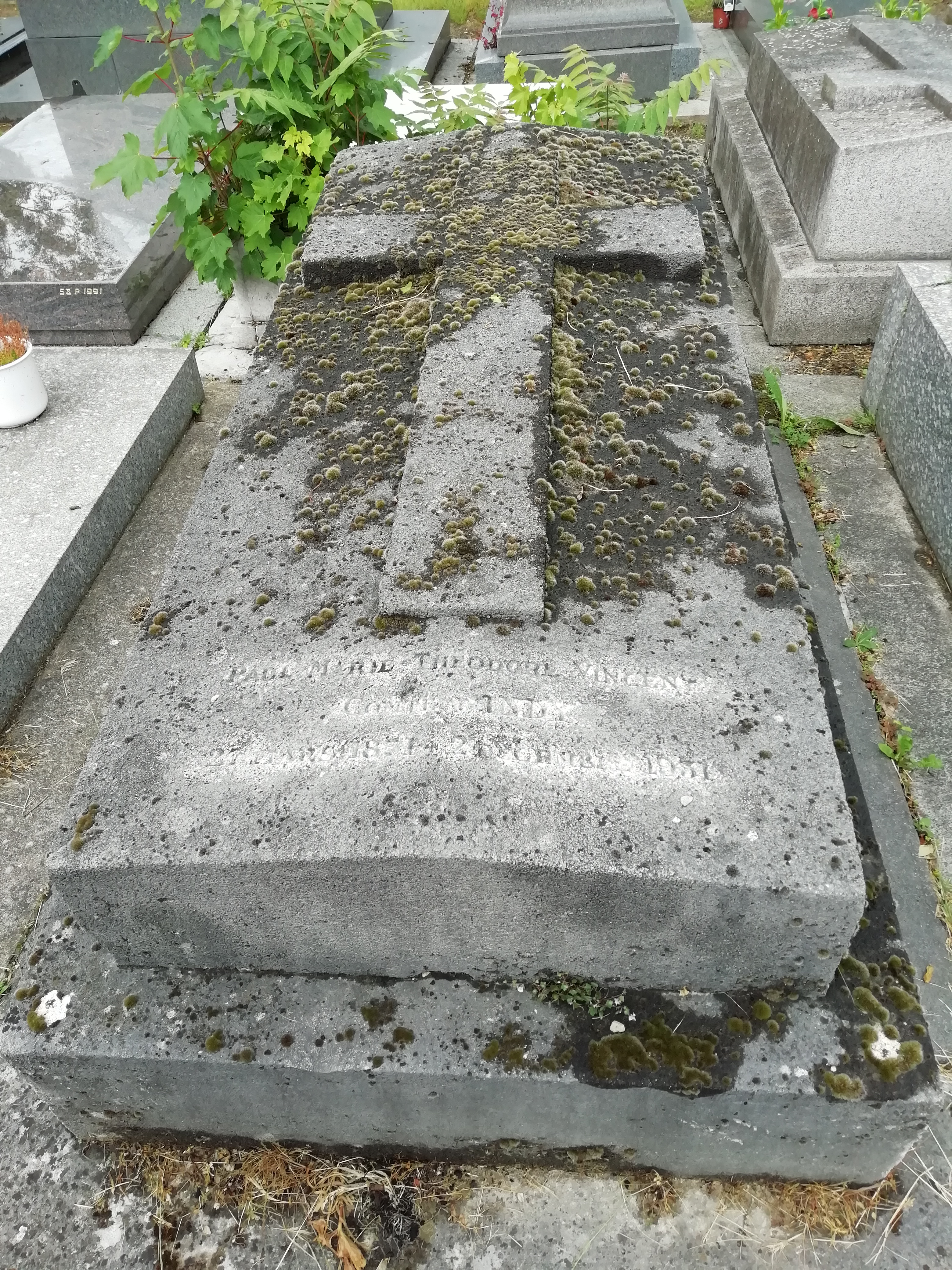
Tomba di Vincent d'Indy al cimitero di Montparnasse

D'Indy riesumò diverse opere del passato fra cui L'incoronazione di Poppea di Claudio Monteverdi e Hippolyte et Aricie di Jean-Philippe Rameau.
Fra i suoi trattati musicali figurano tre volumi, Cours de composition musicale (1903-1905), così come studi sull'opera di Franck e Beethoven.
È sepolto al Cimitero di Montparnasse a Parigi

## Note

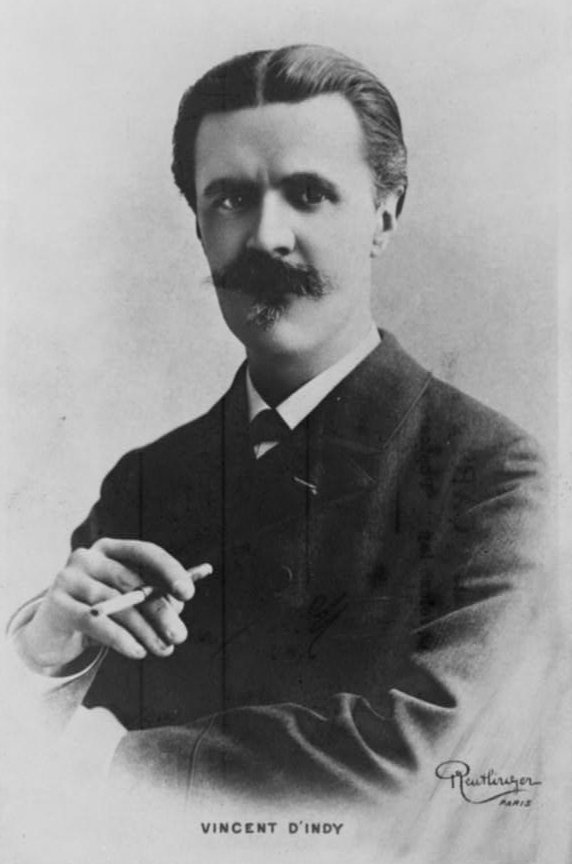
Vincent d'Indy. ~ 1885